# 2019冠狀病毒病疫情對體育的影響
2019冠狀病毒病疫情對體育的影響，罗列了全球范围内因2019冠状病毒病自2020年1月开始在世界多地相继出现的大规模疫情，为避免在进行的过程中出现疫情的大面积暴发状况而宣布延期、空场举行、取消或停摆相关体育事件的情况。

## 綜合運動會

### 夏季奥运会
3月24日，国际奥委会与日本政府达成共识，2020年夏季奥林匹克运动会延期至不晚于2021年夏季举办。

### 冬季奧運會
儘管下一次冬奧會要到2022年（由中國北京主辦）才開始，但這種流行病已經影響到冰壺等特定運動項目的排位賽；世界冰壺聯合會宣布了一項建議，要求取決於2021年世錦賽的成績（其頂級球隊將自動獲得資格）和最終資格比賽，而不是之前由2020年和2021年世界錦標賽確定資格的計劃。
女子冰球錦標賽的資格由2020年女子世界錦標賽之後的IIHF世界排名確定。由於取消了比賽，因此使用了進入比賽的現有排名。
同时，虽然是届冬奥会不会像东京那样安排无观众比赛，并且原计划仍会向居住于中国的观众公开售票，但最终未能实现，只得改为定向邀请观众到场观赛。

### 世界運動會
直接延後一年。

### 世大運
2022年5月6日，國際大學生體育聯合會宣佈再次推遲原定在中國成都市舉辦的賽事至2023年舉行，具體日期有關方面將另行商定。

### 亞運會
2022年5月6日，亞洲奧林匹克理事會與杭州亞運會組織委員會決定，原定2022年9月在中國杭州市舉辦的亞運會延期舉行，具體日期待定。

### 亞殘運
2022年亞洲殘疾人運動會原定於2022年10月在中國杭州市舉辦，因疫情而延期舉行，具體日期待定。

### 亞青會
2022年5月6日，亞洲奧林匹克理事會經與中國奧委會、汕頭亞青會組委會商議，決定取消原定在中國汕頭市舉辦的2021年亞洲青年運動會。

### 亞沙運
2020年8月10日，亞洲奧林匹克理事會宣佈原定在中國三亞市舉辦的2020年亞洲沙灘運動會押後至2021年4月舉辦。但後來因疫情反彈，亞奧理事會宣佈二度延期，預計2023年舉辦。

## 宣布延期或短期停摆的体育赛事

### 足球赛事
截止2020年4月，全球僅有白俄罗斯、尼加拉瓜、布隆迪和塔吉克斯坦的足球联赛正常进行。

#### 意大利足球甲级联赛
意大利足球甲级联赛于当地时间2020年2月23日首次宣布有四场比赛将被延期举行，它们是第 25轮国际米兰对阵桑普多利亚、亚特兰大对阵萨索洛、维罗纳对阵卡利亚里、都灵对阵帕尔马。其中后三场比赛改在意大利当地时间 3月18日举行；截至3月9日国际米兰对阵桑普多利亚的比赛赛期仍未确定。
2020年2月29日，另有五场比赛被宣布将延期举行，它们是第26轮尤文图斯对阵国际米兰、AC米兰对阵热那亚、帕尔马对阵斯帕尔、萨索洛对阵布雷西亚、乌迪内斯对阵佛罗伦萨。3月1日，第 26轮桑普多利亚和维罗纳的比赛也宣布延期举行。这六场比赛均在当地时间3月8日或3月9日举行，但是无一例外均为空场举办；受此影响，第27轮、第28轮、第29轮的多场比赛以及意大利杯半决赛也将延期举行。
3月2日，国际米兰董事朱塞佩·马洛塔表示，本赛季意大利足球甲级联赛甚至存在无法完成的风险。
3月7日，意大利足协主席格拉维纳接受Rai Sport采访时表示，一旦有意甲联赛球员被感染此次肺炎，联赛将被终止。
3月8日，据《每日邮报》报道，意大利众议院议员、体育部长 Vincenzo Spadafora 表示，意大利足协应当考虑暂停全国范围内的所有足球赛事，此时距离被延期举行的帕尔马对阵斯帕尔的比赛开球时间只剩下几分钟。该场比赛也在球员热身完毕准备进场时再度推迟，最终于当地时间 13:45 进行。
2020年3月9日，意大利總理孔特宣布国内所有体育赛事停摆至 4月3日，其中包括意甲賽事，但參加洲際比賽的俱樂部或備戰國際賽事的國家隊不受影響。
3月11日，尤文图斯后卫达尼埃莱·卢加尼病毒检测结果为阳性，成为欧洲五大联赛当中首例确诊病例。尤文图斯全队球员和工作人员均被隔离。 3月12日，桑普多利亚前锋马诺罗·加比亚迪尼在个人推特上确认自己患上新型冠状病毒，他在3月8日对阵维罗纳的比赛中出场61分钟。
6月20日，意甲重啟。

#### 英格兰足球超级联赛
2020年3月10日，英超官方宣布3月11日曼城对阵阿森纳的补赛延期举行。由于部分阿森纳球员接触过感染确诊的奥林匹克亚科斯俱乐部老板马里纳基斯，他们需要自我隔离14天。英超官方重申当前没必要暂停其他赛事。
3月12日，莱斯特城主帅布伦达·罗杰斯在赛前新闻发布会上表示有三位莱斯特城球员出现症状。同日阿森纳官方宣布主帅米克尔·阿尔特塔确诊。切尔西官方宣布球员卡勒姆·哈德森-奧多伊确诊。
3月13日，英格蘭足球總會、英格蘭足球超級聯賽、英格蘭足球冠軍聯賽、英格蘭女子足球超級聯賽甲組、英格蘭女子足球超級聯賽乙組發表聯合聲明，旗下所有賽事將推遲，重啓時間不早于4月3日。
3月19日，英超及英格蘭其他一切足球賽事一律推遲至4月30日開賽，後又再度推遲。
6月17日，英超恢復比賽。

#### 西班牙足球甲级联赛
2020年3月12日，西班牙足球甲级联赛官方宣布由于疫情扩展，援引《664/97号皇家法令》关于保障雇员避免生物性危害条款暂停第28、 29轮比赛。6月8日，西甲恢復比賽。

#### 德國足球賽事
2020年3月13日，德國足協發佈公告，德國足球甲級聯賽與德國足球乙級聯賽第26輪比賽將被推遲舉行。5月15日起，德甲，德乙恢复比賽。成為歐洲五大聯賽中最早復賽的聯賽。

#### 亚洲足球冠军联赛
吉隆坡时间2020年2月4日，拥有亚冠联赛东区参赛资格的六个会员协会完成了一次会谈并做出决定，推迟本赛季亚冠联赛小组赛阶段前三个比赛日中，所有与来自中国的球会对阵的比赛，这些比赛将于4月至5月间举行。
这次会谈还确认，在海外驻扎的来自中国的球会如果没有感染风险、无需隔离措施，那么比赛可以按照既定的时间表进行。之后所有与来自中国的球会对阵的比赛，将在比赛开始前21天时重新评估可行性，如果得到消极反馈，将在比赛开始前14天或更早时公布中立比赛场地的信息。最终于吉隆坡时间3月2日，拥有亚冠联赛东区参赛资格的各会员协会达成一致，亚足联将小组赛第3、4、5、6比赛日和淘汰赛将被推迟，最早的比赛场次将于5月19日和20日进行。後亞足聯又宣佈原定5月至6月举行的亚足联旗下比赛将繼續推迟。
迪拜时间2020年3月8日，亚足联官网发布消息称，亚冠联赛西区的小组赛第3个比赛日的比赛将被推迟，八强赛改在9月14日至16日和9月28日至30日举行，半决赛改在10月20日至21日和10月27日至28日举行，决赛时间保持不变。同时，亚足联还向拥有西区参赛资格的会员协会寻求合作，共同商讨关于剩余的小组赛比赛日和十六强赛赛程更改方案。

#### 亚洲足联杯
2020年2月初，亚足联发表声明称，原定于2020年2月5日和12日举行的亚洲足联杯预选赛，乌兰巴托城队与台电足球队的比赛被延期。随后，亚足联更新消息称，本赛季亚洲足联杯各阶段的赛事都将被延期至4月7日重启。
2020年2月25日，亚足联发表声明称，当日将在科威特城举办的亚洲足联杯Qadsia SC与Dhofar Club的比赛将被推迟。

#### 2022年世界杯亚洲区预选赛
FIFA和亚足联宣布推迟2022年世界杯亚洲区预选赛于3月和6月的四个场次的比赛，但是如果参赛队伍所属国的卫生和安全标准达标，在双方提出申请并经过审核通过的情况下，比赛可能会获得在3月至6月间举行的许可。
此前有报道称，中国代表队受影响的部分主场赛程将移师泰国举行。

#### 2020东京奥运会女子足球项目资格赛
2020年2月27日亚足联召开紧急会议，会议声明称将该赛事最后一轮淘汰赛中国代表队和韩国代表队的比赛日期改为4月9日和4月14日。
2020年3月9日，亚足联发表声明称，两队的比赛日期再次推迟至6月4日和6月9日。

#### 日本足球联赛
当地时间2020年2月25日，日本职业足球协会宣布旗下所有级别的赛事延期举行。在此之前，J1聯賽完成了第一轮联赛的对决。同年7月4日比賽恢復。

#### 韩国足球联赛
当地时间2020年2月24日，韩国职业足球联合会紧急事务委员会发布了公告，韩国足球联赛将全面延期。此前在 2月21日，大邱 FC 和浦项制铁的所有主场赛程已经被延期处置。5月8日，K聯賽恢復。

#### 中国足球联赛
中国足协宣布2020年国内足球赛事全面延期。

#### 伊朗足球联赛
当地时间2020年3月1日，伊朗足球协会宣布旗下所有足球赛事暂停活动。但是，多数顶级联赛的职业球队仍然在保持日常训练。

#### 瑞士足球联赛
2020年2月28日，瑞士足球联赛官方网站发布公告称，瑞士足球超级联赛和瑞士挑戰联赛第24轮将延期举行。3月2日，瑞士足球联赛跟进发表新的声明，第 25、26、27轮联赛也将延期举行。

#### 2020年土库曼斯坦亚洲室内五人制足球锦标赛
FIFA和亚足联同意将2020年土库曼斯坦亚洲室内五人制足球锦标赛推迟举办；该赛事同时也是将于2020年8月于立陶宛举行的FIFA室内五人制足球世界杯赛事的亚洲区资格赛。

#### 2020年欧洲足球锦标赛
因新冠肺炎疫情影响，2020年欧洲足球锦标赛确认将延期至2021年举行，并透露比赛时间为2021年6月11日至7月11日。

#### 南美解放者杯
2020年3月12日，南美足联决定，3月15日至21日期间举行的南美解放者杯比赛暂时取消，调整到後續几周。

#### 2020年美洲杯
2020年3月17日，南美足协宣布2020年美洲国家杯将推迟至2021年进行，比赛时间为6月11日-7月11日。

#### 2021年欧洲女子足球锦标赛
2020年4月1日，原定於2021年舉辦的欧洲女子足球锦标赛推遲至2022年。

#### 2020欧锦赛附加赛
原定於2020年6月舉辦的2020欧锦赛附加赛推遲。

#### U17女足欧锦赛
原定於2020年5月舉辦的U17女足欧锦赛推遲。

#### U19欧锦赛
原定於2020年7月舉辦的U19欧锦赛推遲。

#### 室内五人制欧冠联赛
原定於4月举办的室内五人制欧冠联赛决赛推遲。

### 棒球賽事

#### 世界棒球經典賽(WBC)
因应2019冠状病毒病疫情，2021年世界棒球經典賽資格賽兩席席次的資格賽延期举行。

#### 日本職棒联赛(NPB)
3月9日，日本棒球机构決議原定3月20日的2020年日本職棒赛季開幕戰將延期舉行，也是自2011年东日本大地震後再度延期。。最終於6月19日恢復。

#### KBO联赛
原定于3月28日举行的2020年KBO联赛開幕戰延期至4月举行，後又延至5月開打

#### 美國職業棒球大聯盟(MLB)
2020年3月12日，美国职棒大联盟（MLB）宣布暂停春季训练，其2020年赛季揭幕战亦宣布延期。7月24日，MLB恢復比賽。

#### 中華職業棒球大聯盟(CPBL)
2020年3月3日，原定於3月14日的開幕賽延期至3月28日開打，而後又於3月12日宣布延期至4月11日開打，創下中職史上最晚開幕紀錄。

#### 中國大陸棒球賽事
4月26日，中国棒球协会推遲原定於2020上半年举行的全国青年锦标赛、全国冠军赛至下半年。

### 篮球赛事

#### 美國職業籃球聯賽（NBA）
2020年3月11日，犹他爵士球员鲁迪·戈贝尔在犹他爵士与俄克拉荷马城雷霆赛前病毒咽拭子检测呈阳性，参赛双方立即离开球场。NBA宣布取消当天所有未进行的比赛，并暂停本赛季余下比赛直到另行通知。6月4日，NBA联盟董事会正式通过22支球队复赛的提议，2019-20赛季剩余赛事将于7月31日重启。根据暂定的时间表，NBA将在7月31日恢复比赛，总决赛不迟于10月12日结束。2020年NBA选秀抽签将重新安排在8月25日举行，2020年NBA选秀大会将在10月15日举行，而2020-21赛季NBA常规赛预计从12月1日开始。

#### 2021亚洲杯篮球赛资格赛
2020年2月5日，国际篮联发表声明称，原定于2月24日在佛山举办的亚洲杯篮球赛资格赛中国代表队与马来西亚代表队的比赛将推迟举行。
2020年2月14日，国际篮联再次发表声明称，亚洲杯篮球赛资格赛原定于2月20日在菲律宾奎松市举办的菲律宾代表队和泰国代表队的比赛，以及 2月21日在日本千叶举办的日本代表队与中国代表队的比赛，将被推迟举行。

#### 中国男子篮球职业联赛（CBA）
原定于2020年2月1日开幕的2020年中国职业篮球联赛宣布延期，截至3月10日仍未得到重启赛事时间的消息。但是，各家球会仍然在组织封闭集训。CBA最終於同年6月20日復賽。

#### 西班牙篮球甲級联赛
2020年3月17日，西班牙篮球甲級联赛宣佈推遲至4月24日舉行。

#### 俄羅斯篮球联赛
2020年3月17日，俄羅斯篮球联赛宣佈推遲至4月10日舉行。

#### 土耳其篮球甲級联赛
2020年3月19日，土耳其篮球甲級联赛宣佈推遲。

#### 超級籃球聯賽（SBL）
由於新北市政府於3月20日宣布關閉所有體育場館2週，因此導致於新北市舉行的SBL被迫停賽2週。但隨後於3月23日中華籃協宣布將於3月25日起於晧宇國際籃球培訓中心復賽，並同樣採取空場比賽。

#### 高級中等學校籃球聯賽（HBL）
高中體總於2月初宣布乙級聯賽延期，具體復賽時間目前尚未確定。

### 赛车赛事

#### 一級方程式賽車
一級方程式中國大獎賽比赛宣布延期举行，具体日期尚未确定。
3月12日，国际汽联和F1宣布2020赛季F1揭幕战澳大利亚大奖赛取消。此外赛历中将在澳大利亚大奖赛之后举办的巴林大奖赛和越南大奖赛也宣布将延期举办；2020赛季也将延后开跑。
3月19日，2020年F1荷兰大奖赛和西班牙大奖赛宣布延期。
3月23日，2020年阿塞拜疆大奖赛宣布将延期举办。
4月7日，原定于6月12日至14日举行的2020年F1加拿大大奖赛宣布推迟。
7月3日，奥地利大奖赛开赛，标志着一级方程式赛事重新开始。
7月24日，F1取消在北美洲和南美洲进行的4站分站赛。

#### 二级方程式赛车和三级方程式赛车
在一級方程式宣布巴林大奖赛延期后，二级方程式和三级方程式也宣布其赛季揭幕战巴林大奖赛也将延期。

#### 電動方程式
2020年1月，FIA宣布原定于3月举行的電動方程式三亞電動大獎賽将延期举行。随后，罗马電動大獎賽、巴黎電動大獎賽、首爾電動大獎賽與雅加達電動大獎賽也被宣布将延期举行。

#### 世界耐力錦標賽
2020年3月16日，赛事组委会宣布计划于4月25日举办的斯帕-弗朗科尔尚6小时赛将延期举办。3月18日，勒芒耐力赛赛事组宣布将延期原计划于6月13-14日举办的勒芒24小时耐力赛，延后至9月19-20日举办。

#### MotoGP
MotoGP 泰国大獎賽赛事将延期至10月4日举行，並因應泰國大獎賽的延期將亞拉岡大獎賽提前一週舉辦；美國大獎賽與阿根廷大獎賽則延後至11月15日與11月22日舉行，並因應兩站調整，將收官站瓦倫西亞大獎賽延後至 11月29日舉辦。

#### 2020世界超级摩托车锦标赛
2020年3月3日，世界超级摩托车锦标赛宣布，原定于3月15日在卡塔尔举行的分站赛将延期举行。

### 電子競技賽事

#### 英雄联盟职业联赛（LPL）
2020英雄联盟职业联赛春季赛在农历新年前仅进行了一周的比赛，随后遭遇延期，直至2020年3月9日恢复赛程，但改为线上赛举行。恢复开赛前，已有数家俱乐部在赛事方的组织下，开始对外直播线上训练赛。

#### 韩国英雄联盟职业赛事
当地时间3月7日，韩国电子竞技协会发文称，该协会已经接到来自Riot Games的通知，英雄联盟韩国冠军联赛和英雄联盟韩国挑战者联赛将从3月6日起暂时停止活动，这些赛事在暂停期开始前，已经完成了首轮比赛的所有场次。该消息还称，守望先锋联赛（OWL）于韩国首尔和中国举办的部分场次比赛也会受到影响，这一点得到了其他电子竞技媒体的证实。

#### 2020英雄联盟季中邀请赛
据路透社报道，Riot Games电子竞技全球负责人John Needham表示，2020英雄联盟季中邀请赛（MSI）的举办场地与开赛时间将推迟公布，该项赛事原定于 5月中旬在河内、胡志明市和台北举行各个阶段的比赛。随后，英雄联盟全球赛事的中文微博账号也同步了这一消息，署名仍是John Needham。
美国西部时间3月10日，Riot Games宣布2020英雄联盟季中邀请赛（MSI）将于7月3日至7月19日举办，地点尚未确定。这导致各国的分区夏季联赛会在该赛事前开幕。

#### 英雄聯盟冠軍聯賽
2020年3月13日，英雄联盟冠军联赛官方 Twitter 上发布声明称，该赛事未来一段时间将采取空场措施。然而僅僅數小時后，該賽事官方 Twitter 更新消息称赛事将暂时停止运作。

#### 英雄聯盟歐洲冠軍聯賽
2020年3月13日，英雄联盟欧洲冠军联赛官方推特发表紧急声明，称出于疫情形势的考虑，该赛事将暂停活动，直到另行通知。

#### ESL One 2020洛杉磯特錦賽
2020年3月13日前後，ESL One 2020洛杉磯特錦賽官方網站出現了更新，宣佈該賽事將推遲舉行，地點和時間尚未確定。該賽事是 2019/2020年度 DOTA2 全球巡迴賽事體系的甲級賽事之一。

### 網球赛事

#### 網球巡迴賽
職業網球聯合會與國際女子網球協會於2020年3月宣布，印地安泉大師賽將延期舉辦。
3月3日，职业网球联合会宣布旗下三月至四月间的七项挑战者赛事被推迟举行。
3月12日，职业网球联合会宣布所有男子职业网球赛事暂停六周，意味着包括印第安维尔斯大师赛、迈阿密大师赛、蒙特卡洛大师赛三站大师赛取消。
4月2日，男子职业网球选手协会（ATP）、女子网球协会（WTA）、国际网球联合会（ITF）旗下的ATP、WTA巡回赛以及所有ITF世界网球巡回赛暂停至2020年7月13日。

#### 法國網球公開賽
2020年3月18日，法国网球公开赛宣布将原定5月底进行的比赛推迟至9月20日至10月4日舉行。

### 高爾夫赛事

#### 高爾夫PGA歐洲巡迴賽
PGA歐洲巡迴賽官方宣布，旗下四項高爾夫比賽將延期舉辦，包括肯亞公開賽、印度公開賽、馬來亞銀行錦標賽與以及沃爾沃中國公開賽。

#### 美国名人赛
2020年3月13日，原定于4月9日开杆的美国名人赛被推迟举行。

### 其他项目赛事

#### 世界羽聯世界巡迴賽
国际羽联宣布於2020年2月宣布，原訂於2月底舉辦的中國陵水羽毛球大師賽延期至5月5日舉辦。
2月底国际羽联臨時宣布原於3月舉辦的德國羽毛球公開賽將延遲舉行，但具體舉辦時間未定。同时，原定于3月26日至29日举办，作为2020东京奥运会羽毛球项目欧洲区资格赛的波兰公开赛也将被推迟。
2020年2月25日，国际羽联宣布，原定于3月24日至29日举办，作为2020东京奥运会羽毛球项目亚洲区资格赛的越南国际挑战赛将被推迟。目前正在积极筹划于6月初补赛的事宜。
2020年3月15日，世界羽聯宣佈暂停3月16日至4月12日期间举行的由世界羽联批准的全部比赛。
考虑到疫情对国际羽联旗下赛事的影响，该组织设立了专门网站，用于更新相关信息。
2020年4月6日，世界羽联决定暂停原定2020年5月到7月举行的世界巡回赛等世界羽联旗下赛事。

#### 2020釜山世界乒乓球锦标赛
2020年2月25日，ITTF 宣布，2020釜山世界乒乓球锦标赛因疫情宣布延期。在此之前，2月21日，ITTF 宣布该项赛事的第一轮抽签仪式延期。

#### 世界曲棍球职业联赛（英语：FIH Pro League）
2020年1月28日，国际曲棍球总会发表声明，原定于2月8日和9日在中国常州举行的中国女子代表队和比利时女子代表队的比赛将延期举行。
2020年2月7日，国际曲棍球总会发表声明，原定于3月14日和15日在中国常州举行的中国女子代表队和澳大利亚女子代表队的比赛将延期举行。
2020年3月7日，国际曲棍球总会发布消息称，澳大利亚男子代表队与女子代表队将暂停所有在欧洲的赛程。 3月9日，国际曲棍球总会发布消息称，新西兰男子代表队与女子代表队将暂停在荷兰和德国的赛程。

#### 2020斯诺克中国公开赛
2020年1月31日，BBC发布消息称，原定于3月30日至4月5日在北京举办的斯诺克中国公开赛将被推迟。该项赛事原定的收官时间距离斯诺克世界锦标赛揭幕战仅 13 天。

#### 2020东京奥运会拳击项目亚太地区资格赛
2020年1月22日，BBC发布消息称，2020东京奥运会拳击项目亚太地区资格赛将推迟举行。该项赛事最终于 3月3日起在约旦安曼举行。

#### 国际排球总会沙滩排球赛事
2020年2月17日，国际排球总会发布公告称，原定于4月22日至26日在中国扬州举办的国际排球总会四星级赛事将推迟到东京奥运会结束后举办。

#### 世界铁人三项系列赛
2020年世界铁人三项系列赛揭幕战，原定于2020年3月5日至7日在阿布扎比的分站赛宣布延期举行。

#### 世界七人制橄欖球系列賽
2020年2月13日，国际橄榄球总会发文称，原定于今年4月于香港和新加坡举行的世界七人制橄欖球系列賽分站赛事将推迟至 10月举行。

#### 英式橄榄球赛事
英式橄榄球协会于2020年2月23日发表公告称，六国女子橄榄球锦标赛意大利代表队与苏格兰代表队的比赛被临时取消。随后，该协会发布了大量旗下赛事延期或暂时取消的公告。
2020年2月24日，BBC发布报道称，2月29日Pro14在意大利的两场赛事被延期。

#### 世界田聯賽事
2020年3月17日，世界田径联合会宣佈2020赛季国际田联钻石联赛在4月17日举行的卡塔尔多哈站以及5月9日和16日在中国举行的两站比赛延期。
2020年3月24日，世界田径联合会宣佈世界田径锦标赛和世界室内田径锦标赛延期。

#### 2020世界冠軍候選人賽
2020年3月26日，在俄羅斯舉辦的2020世界冠軍候選人賽停賽。

#### 2021年福冈游泳世锦赛
2020年3月24日，国际泳联宣佈，2021年世界游泳锦标赛擇期舉辦。2022年2月1日，原定的福岡世錦賽再次延期至2023年7月，隨後在多哈的賽事也延期約兩個月至2024年1月。

#### 環法自行車賽
2020年4月14日，环法自行车赛宣佈推遲。

#### 國際乒聯賽事
2020年5月1日，国际乒联继续暂停全部国际乒联赛事和活动至2020年7月底，取消2020年剩余全部世界元老巡回赛和街头乒乓（TTX）赛事。

#### UFC賽事
2020年3月21日起，終極格鬥冠軍賽(UFC)開始延期。5月10日，終極格鬥冠軍賽(UFC)恢復比賽。

## 宣布空场举行的体育赛事（不含宣布延期后空场举行的赛事与场次）

### 足球赛事

#### 欧洲足球冠军联赛
当地时间2020年3月9日，法国警方宣布，3月11日将要举行的欧洲足球冠军联赛半準决赛首回合巴黎圣日耳曼对阵多特蒙德的比赛将空场举行。

#### 歐洲聯賽
3月8日，希臘政府宣佈所有未來兩周所有體育賽事均空場舉行，3月12日將要舉行的歐洲足協歐霸盃半準決賽首回合奧林匹克亞科斯對陣狼隊的比賽將空場舉行。 3月13日另一場半準決賽塞維利亞對陣羅馬的亦空場舉行。

#### 意大利足球甲级联赛
据《每日邮报》报道，意大利当地时间3月8日起，所有意甲比赛都将暂时采取空场措施。

#### 德国足球甲级联赛
2020年3月11日，德甲官方宣布从当日至4月13日部分赛事采取空场措施。

#### 亚洲足球冠军联赛
北京时间2020年1月28日，亚洲足球冠军联赛小组赛阶段上海上港对阵武里南联的比赛空场进行。

### 棒球賽事

#### 日本職棒聯賽(NPB)
2月26日召開臨時會議，決定剩下的72場官辦熱身賽全部閉門開打

#### 中華職業棒球大聯盟(CPBL)

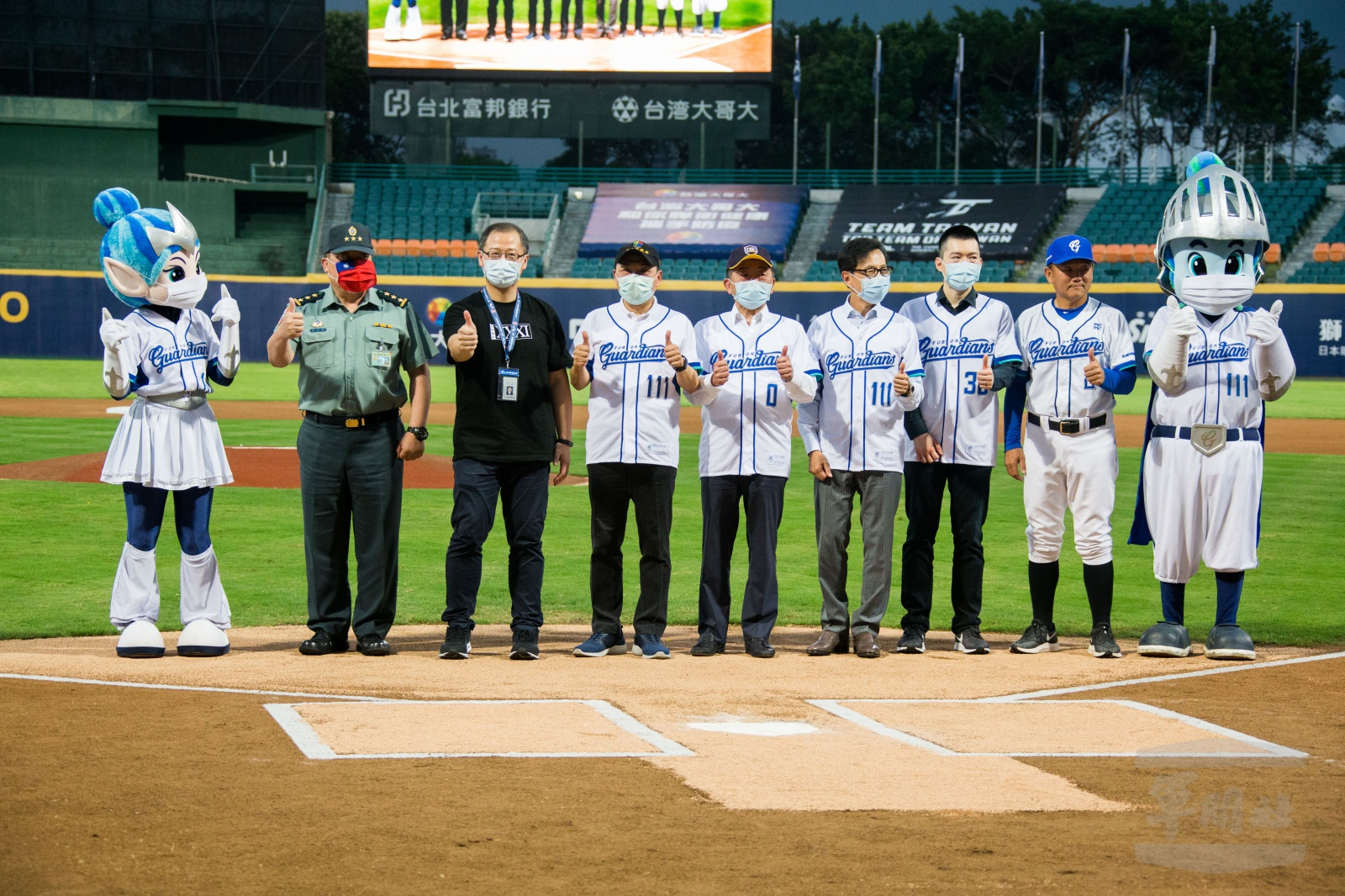
中職領先全球開放觀眾（5月8日）

3月13日起剩餘的官辦熱身賽全部閉門打，當日晚間的賽事成為中職史上第一次官方無觀眾比賽，二軍賽事則是如期在3月17日開打，並且採取閉門打的方式進行。

#### 全國成棒甲組春季聯賽
2020年3月12日，中華棒協宣布近期包括春季聯賽在內的全國性棒球賽事，都會採取閉門方式舉行。

### 马拉松
2月17日，日本政府表示，3月1日的東京馬拉松競賽將取消一般參賽者的參加。
2月20日，名古屋女子馬拉松主辦方表示，比照東京馬拉松競賽取消一般參賽者的參加。同日，靜岡馬拉松競賽主辦方表示，相關賽事取消舉辦。
2月23日，以色列政府禁止海外選手參加特拉維夫馬拉松。

### 篮球赛事

#### NCAA
当地时间 3月11日，NCAA总裁马克·埃蒙特宣布2020年NCAA男、女子赛事均空场举行，场馆仅允许工作人员和部分家属入场。

#### 超級籃球聯賽(SBL)
2020年3月3日，中華籃協正式宣布sbl下半季賽程將採取閉門方式進行。

#### 高級中等學校籃球聯賽(HBL)
經過體育署以及教育部同意後，108學年度的8強賽、4強賽、季軍賽以及總冠軍賽，皆採取空場方式舉行，而球員家長則採取坐梅花座的方式。

#### 大專校院籃球運動聯賽(UBA)
大專體總決定108學年度的8強賽以及之後的4強賽、冠軍賽及季軍賽皆採空場方式舉行，球隊人員與球員家長則採取坐梅花座的方式。

### 赛车赛事

#### 一級方程式賽車
一級方程式巴林大獎賽赛事将空场举行。而在一级方程式大奖赛恢复比赛后的首站：7月3日开始的奥地利大奖赛确认将空场举行。

### 電子競技賽事

#### IEM2020卡托维兹站
波兰当地时间2020年2月27日，IEM2020卡托维兹站主办方 ESL 宣布该赛事的场馆赛阶段将不对公众开放，已经购票的观众将会获得退款，赛事赠品也将在购票者于指定网站登记个人信息后通过邮件寄送。此前的2月13日，已经获得本次赛事亚洲区出线名额的 ViCi Gaming 也因为本次疫情的影响无法获得签证，其参赛资格由同样来自中国的 TYLOO 获得；在时间更早的2月6日，TYLOO 队员和经理已经在乌克兰首都基辅的基地集合，因此受疫情影响较小，且无需担忧参赛签证问题；但是俱乐部的湖北籍主教练几乎确定将长期无法与队伍汇合。

#### 英雄联盟韩国冠军联赛
韩国当地时间2020年1月29日，InvenGlobal发文称，2020英雄联盟韩国冠军联赛春季赛将空场举办。随后这一消息被现场直播流证实。该赛事随后于 3月6日宣布暂时停止活动。

#### ESL Pro League CS:GO Season 11
2020年3月11日，ESL在官網發佈公告稱，ESL Pro League CS:GO Season 11原計劃在綫下演播室的初期賽程改在綫上舉行，在美國丹佛的綫下場館的收官賽程將移至演播室進行，並不對觀衆開放。3月13日，ESL 跟進發佈聲明，該賽事的收官賽程也被取消，賽制亦改爲美洲（C 組構成的單獨半區）與歐洲（A、B、D 組構成的大半區）雙冠軍制。

### 其他项目赛事

#### ONE 冠军赛（英语：ONE Championship）
2020年2月18日，ONE冠军赛发表声明称，2月29日于新加坡开始的“ONE：丛林之王”比赛将空场举行。

## 易地舉辦的體育賽事

### 足球賽事

#### 2023年亞足聯亞洲盃
2022年5月14日，亞洲足球聯合會、中國足球協會和2023年亞洲杯中國組委會共同商議後決定，2023年亞足聯亞洲盃將不在中國舉辦，新的比賽地點將盡快確認。

## 宣布取消、腰斬或无限期停摆的体育赛事

### 足球赛事

#### 2020國際冠軍杯
据BBC报道，2020年国际冠军杯于亚洲举办的场次将取消。4月11日又宣佈2020年国际冠军杯赛事全部取消。

#### U17欧锦赛
原定於2020年5月舉辦的U17欧锦赛取消。

#### U19女足欧锦赛
原定於2020年7月舉辦的U19女足欧锦赛取消。

### 棒球賽事

#### 日本高等学校棒球联盟（春季甲子園）
3月11日，日本高等学校棒球联盟已决定停办第92屆選拔高等學校棒球大會。取消计划举行的该项大赛为史上首次。

#### 中華職業棒球大聯盟（CPBL)
因應東京奧運和奧運棒球最終資格賽順延，中職取消2020年的明星賽。

#### 中國大陸棒球賽事
4月26日，中国棒球协会取消原计划于2020年上半年举行的4项U系列青少年棒球冠军赛。

#### 美國棒球賽事
7月1日，美國職棒小聯盟宣布取消2020年的賽季，是史上首次取消賽季。

#### 墨西哥棒球賽事
7月2日，墨西哥棒球聯盟宣布原定8月7日開打的賽季取消，是自1925年聯盟創立以來首次取消賽季。

### 篮球赛事

#### 乌克兰篮球联赛
Sport Hub记者Oleksandr Proshuta称，乌克兰篮球联赛遭到腰斩，第聂伯罗获得男子篮球联赛的冠军，基辅篮球队获得女子篮球联赛的冠军。

#### 東南亞職業籃球聯賽（ABL)
2019-20球季東南亞職業籃球聯賽，取消原先預定2月至3月初的轉移中立場地比賽計畫，並在2020年3月13日起全面停止當屆餘下的賽事。

#### 立陶宛籃球聯賽
2020年3月13日，立陶宛籃球聯賽宣佈取消賽季剩餘比賽。

#### 澳大利亞籃球聯賽
2020年3月17日，澳大利亞國家籃球聯賽宣佈取消賽季剩餘比賽。

#### 荷蘭籃球聯賽
2020年3月20日，荷蘭籃球聯賽宣佈取消賽季剩餘比賽。

#### 斯洛文尼亞籃球聯賽
2020年3月20日，斯洛文尼亞籃球聯賽宣佈取消賽季剩餘比賽。

#### 韓國籃球聯賽(KBL)
2020年3月24日，韓國籃球聯賽宣佈取消賽季剩餘比賽。

#### 日本籃球聯賽(JBL)
2020年3月27日，日本籃球聯賽宣佈取消賽季剩餘比賽。

#### 意大利籃球聯賽
2020年3月29日，意大利籃球甲級聯賽宣佈取消賽季剩餘比賽。

#### 超級籃球聯賽（SBL）
2020年1月30日，中華籃協宣布將取消2月8日舉行的明星賽。

### 赛车赛事

#### MotoGP
2020年度MotoGP卡塔尔大獎賽宣布取消比赛，但Moto2和Moto3的卡塔尔大獎賽赛事不受影响。
4月29日，MotoGP主办方FIM宣布MotoGP德国大奖赛、荷兰大奖赛和芬兰大奖赛取消。

#### 一级方程式赛车
2020年3月13日，2020年澳大利亚一级方程式大奖赛宣布取消。
2020年3月19日，2020年摩納哥一级方程式大奖赛宣布取消。
2020年4月27日，2020年法国一级方程式大奖赛宣布取消。
2020年5月28日，2020年荷兰一级方程式大奖赛宣布取消。
2020年6月12日，一级方程式组委会宣布取消本赛季的阿塞拜疆大奖赛、新加坡大奖赛和日本大奖赛。

#### 世界耐力锦标赛
2020年3月12日，由于美国执行对欧洲地区的禁航30天的条例，导致计划于2020年3月20日在美国佛罗里达举办的赛百灵1000英里赛被宣布取消。

### 電子競技賽事
3月15日，Valve宣布取消预订于4月23日和5月在东欧举行的Dota2巡回赛事Pit Minor和震中杯。
3月18日，ESL和育碧宣布因为疫情原因取消原定在巴西圣保罗举办的《彩虹六号：围攻》职业联赛第11赛季总决赛以及亚太赛区的线下总决赛。

### 马拉松
1月25日，香港政府取消2月9日舉行的香港馬拉松。
2月21日，朝鮮政府宣布原訂4月舉行的平壤國際馬拉松競賽取消舉辦。
3月8日，恩加丁滑雪马拉松赛主办方宣布2020年度赛事取消。
3月12日，预定于5月23日举行的新加坡日落马拉松宣布取消。
3月13日，波士顿马拉松、柏林马拉松、伦敦马拉松、芝加哥马拉松、纽约马拉松5场世界馬拉松大满贯赛事全部推遲。5月29日，波士顿马拉松被取消。
7月7日，原定於9月13日舉行的哥本哈根半程馬拉松被取消。

### 其他项目赛事

#### 2020亞洲室內田徑錦標賽
2020年1月26日，亞洲田徑聯合會發表聲明稱，原定於2月12日至13日在中國杭州舉辦的亞洲室內田徑錦標賽取消。

#### 網球巡迴賽
國際女子網球協會於2020年1月，取消原於2月17日舉辦的匈牙利公開賽。
2020年2月20日，国际女子网球协会发表公告称，原定于4月13日至19日在西安举办的 WTA 西安公开赛被取消。该公告同时指出，国际女子网球协会计划另行择期择地，于今年秋季在中国另行举办一场赛事。
2020年3月2日，国际女子网球协会发表公告称，原定于4月27日至5月3日在昆明举办的 WTA 昆明公开赛被取消。该公告同时指出，国际女子网球协会计划在 2021年于中国云南昆明市安宁县再次举办一场赛事。

#### 高爾夫LPGA美巡賽
美國女子職業高爾夫球協會於2020年1月宣布，取消原訂於3月5日至8日，於中國海南所舉辦的藍灣大師賽；之後於 2月再度宣布，取消原訂 2月20日至 23日位於泰國舉辦的本田泰國LPGA賽，及原訂於 2月27日至 3月1日於新加坡的舉辦的汇丰女子世界锦标赛。

#### 高爾夫PGA歐洲巡迴賽
PGA歐巡賽官方宣布，取消旗下原訂於8月舉辦的捷克大師賽。

#### 国际滑冰总会旗下赛事
2020年2月26日，国际滑冰总会发表公告，原计划3月13日至15日在韩国首尔举行的世界短道速滑锦标赛被取消。 3月11日，国际滑冰总会再次发表声明称，原定于 3月16日至 22日在加拿大蒙特利尔举行的国际花样滑冰锦标赛被取消。

#### 国际柔道联盟
2020年3月3日，国际柔道联盟宣布2020拉巴特大奖赛被取消。

#### 國際自由車總會
2020年2月27日，国际自行车总会发表声明，旗下的阿联酋巡回赛的最后两个阶段被取消。

#### 2020东京奥运会摔跤项目亚洲区资格赛
2020年2月28日，BBC发布报道称，原定于3月27日至29日在吉尔吉斯斯坦举行的东京奥运会摔跤项目亚洲区资格赛被取消。

#### 2020年日本轮椅橄榄球锦标赛
据 BBC报道，原定于 3月12日至 15日举行的2020年日本轮椅橄榄球锦标赛暨2020年东京残奥会轮椅橄榄球项目测试赛，已经被取消。随后这一消息得到了一部分橄榄球运动专门媒体的证实。

#### 2020国际残疾人射击世界杯
2020年3月3日，国际残疾人射击协会发布公告称，原定于 3月11日至 22日在阿联酋阿尔艾因举办的2020国际残疾人射击世界杯被取消。该公告同时声明，此项赛事并不是2020东京残奥会的资格赛，并且该赛事将在 2021年3月继续举办。

#### 2020年射箭世界杯
2020年3月12日，国际射箭联合会宣佈取消原定于4月20日至26日在危地马拉城举行的2020年射箭世界杯首站比赛。

#### 温布尔登网球锦标赛
2020年4月1日，温布尔登网球锦标赛取消，這是二戰以來温布尔登网球锦标赛首次取消。

#### 其他
2020年7月24日上午，久事体育宣佈将不会举办當年的賽事，包括上海劳力士大师赛、上海浪琴环球马术冠军赛、世界斯诺克上海大师赛、国际田联钻石联赛上海站等多项国际赛事。同日女子网球协会（WTA）同樣宣佈取消原定當年在中国大陆进行的各项WTA赛事。

## 提前結束的體育賽事

### 足球賽事

#### 比利時足球甲級聯賽
2020年4月2日，比利时足球甲级联赛宣佈提前结束赛季，在积分榜暫列第一的布鲁日夺冠。比甲也成为欧洲首個宣告赛季提前结束的足球顶级联赛。

#### 法國足球甲級聯賽
4月28日，法国总理宣布，取消法國9月份以前所有的体育赛事活动。法甲也因此取消剩餘賽事。

#### 荷蘭足球甲級聯賽
4月24日，荷兰足协宣布荷兰足球甲级联赛2019—2020赛季剩余赛事全部取消。

#### 葡萄牙足球甲級聯賽
5月5日，葡甲提前結束。

## 提前結束且無效的體育賽事
- 2019–20 ABA 甲級聯賽
- 2019–20 ABA 乙級聯賽
- 2020 AFL 女子賽季
- 2019–20 Ascenso MX season
- 2019–20 Baltic Men Volleyball League
- 2020 Bangladesh Premier League (football)
- 2019–20 Basketbol Süper Ligi
- 2019–20 Bosnia and Herzegovina Football Cup
- 2019–20 Britishs籃球聯賽賽季
- 2020年亞洲足協盃
- 2019–20年VTB排球聯賽
- 2021年世界男子手球錦標賽–歐洲資格賽

## 其他禁令与措施

### 足球赛事

#### 英格兰足球总会
英格兰足球总会宣布英超联赛将执行握手禁令。但是在部分场次中，教练员有试图违抗禁令的现象。同时，现任水晶宫队主帅霍奇森也面临被禁止进入球场指挥比赛的可能性，理由是他的年龄已经超过 70 岁，属于高危人群。

#### 法国足球协会
法国足球协会宣布法甲联赛和法乙联赛将执行握手禁令。

#### 亚洲足球冠军联赛
吉隆坡时间2020年1月29日，亚足联先后宣布，来自中国和伊朗的亚冠联赛参赛球队的赛程，将进行主客场顺序交换。

#### 2020东京奥运会女子足球项目资格赛
2020年1月22日，亚足联发表声明称，2020东京奥运会女子足球项目预选赛第三轮B组的比赛将从武汉移师南京举行。
2020年1月26日，亚足联再次发表声明称，2020东京奥运会女子足球项目预选赛第三轮B组的比赛将从南京移师澳大利亚悉尼举行。为了配合隔离期，该赛事与中国代表队有关的赛程进行了小幅的延期。
此后，该项赛事最后一轮的比赛地更换一直处于磋商中，但是最后被延期举行。

### 篮球赛事

#### 2020东京奥运会女子篮球项目资格赛
2020年1月27日，国际篮联发表声明称，2020东京奥运会女子篮球项目资格赛原定于中国佛山举行的场次将移师塞尔维亚贝尔格莱德举行。

### 其他项目赛事

#### 2020女子网球联合会杯亚太区预选赛
2020年1月26日，国际网联发表声明称，原定于2020年2月4日至2月8日在中国东莞举行的女子网球联合会杯亚太区预选赛，将移师至哈萨克斯坦努尔苏丹举行。

#### 大陆冰球联赛
莫斯科时间2019年1月29日，大陆冰球联赛宣布，经参赛双方同意，北京昆仑鸿星主场迎战里加迪那摩的比赛将移师新西伯利亚市举行，比赛时间为2020年2月24日。

#### 2020亚洲举重锦标赛
2020年2月18日，亚洲举重总会发表紧急声明，原定在哈萨克斯坦举行的2020亚洲举重锦标赛移师乌兹别克斯坦举行，时间是 4月16日至 25日。

#### 2020巴西残疾人羽毛球锦标赛
2020年2月9日，巴西羽毛球协会发表声明，称2月10日至15日的巴西残疾人羽毛球锦标赛将变更比赛场馆。该赛事也是2020东京残疾人奥运会羽毛球项目的资格赛。

#### 国际柔道联盟
2020年3月6日，国际柔道联盟发表公告称，旗下大满贯赛事叶卡捷琳堡站得到俄罗斯体育部长奥列格·马蒂钦的支持，即便是没有体检证明的选手，入境后只要通过跟踪式健康检查，依然可以参赛。

#### 2020东京奥运会攀岩项目测试赛
2020年3月3日，据BBC报道，东京奥运会攀岩项目测试赛将在不召集运动员的情况下完成。

### 赛前活动

#### 2020东京奥运会圣火传递
2020年3月13日晚希臘奧委會宣布，取消在該國進行的年東京奧運會聖火傳遞，改为直接于3月20日交由东京奥组委。

## 外部連結
- Jelle's Marble Runs